# 8286 Kouji
8286 Kouji è un asteroide della fascia principale. Scoperto nel 1992, presenta un'orbita caratterizzata da un semiasse maggiore pari a 2,1782574 UA e da un'eccentricità di 0,1016892, inclinata di 6,14211° rispetto all'eclittica.